# Ernesto Battaglini
Ernesto Battaglini (Venosa, 3 maggio 1887 – Roma, 3 luglio 1960) è stato un magistrato italiano.
È stato magistrato di Cassazione e membro del Consiglio superiore della magistratura.

È stato eletto giudice della Corte costituzionale dai magistrati della Corte suprema di cassazione il 19 marzo 1953 con 50 voti su 150 votanti.
Ha giurato insieme agli altri 14 giudici del primo collegio della Corte il 15 dicembre 1955. È cessato dalla carica il 3 luglio 1960, mortis causa.